# Martin Brod
Martin Brod (en serbe cyrillique : Мартин Брод) est un village de Bosnie-Herzégovine. Il est situé sur le territoire de la ville de Bihać, dans le canton d'Una-Sana et dans la fédération de Bosnie-et-Herzégovine. Selon les premiers résultats du recensement bosnien de 2013, il compte 125 habitants.
Avant la guerre de Bosnie-Herzégovine, le village faisait partie de la municipalité de Drvar, elle aussi située dans la fédération de Bosnie-et-Herzégovine mais dans le canton 10. Sur son territoire se trouve le monastère orthodoxe de Rmanj

## Géographie

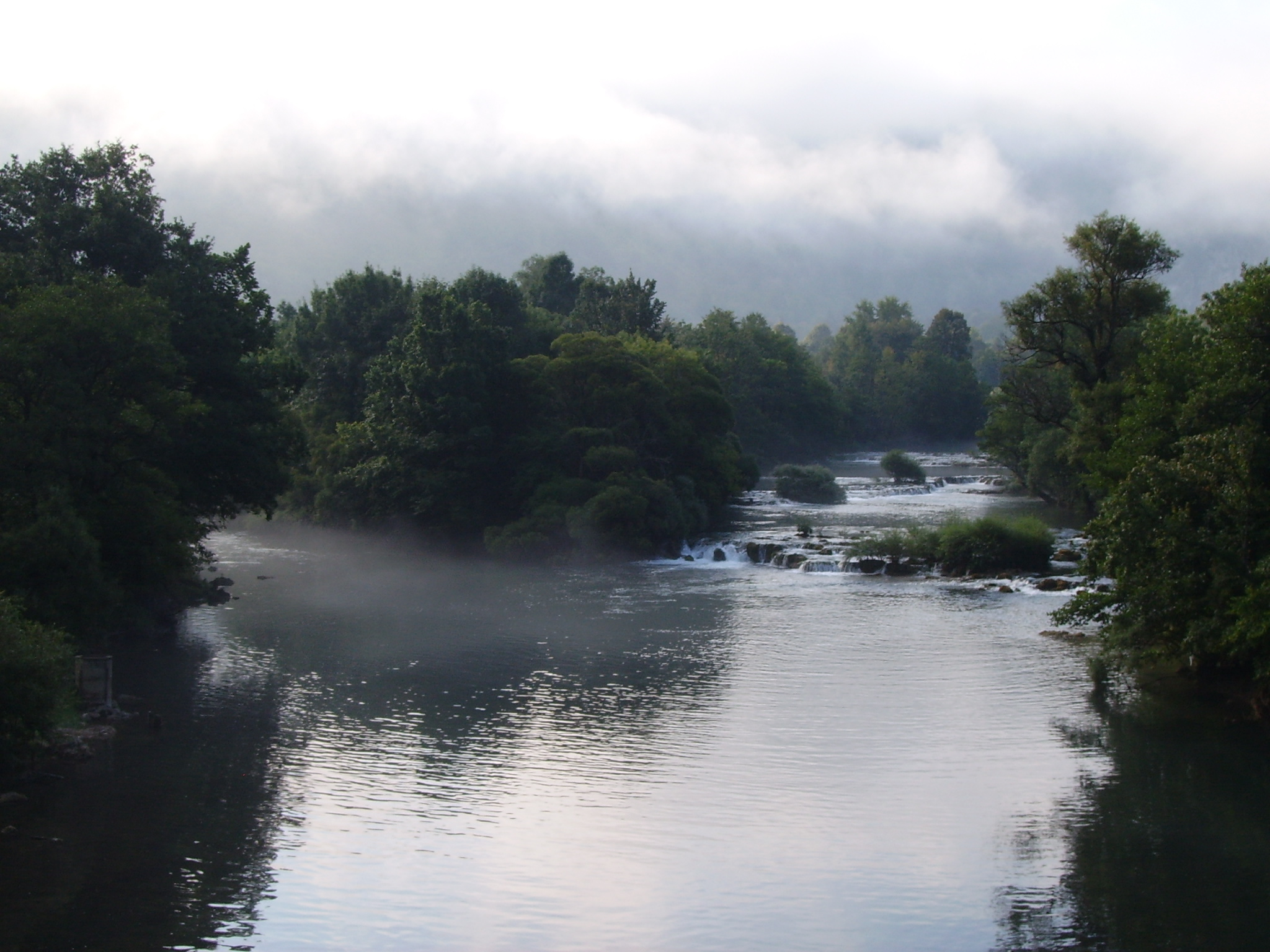
La confluence de l'Unac et de l'Una
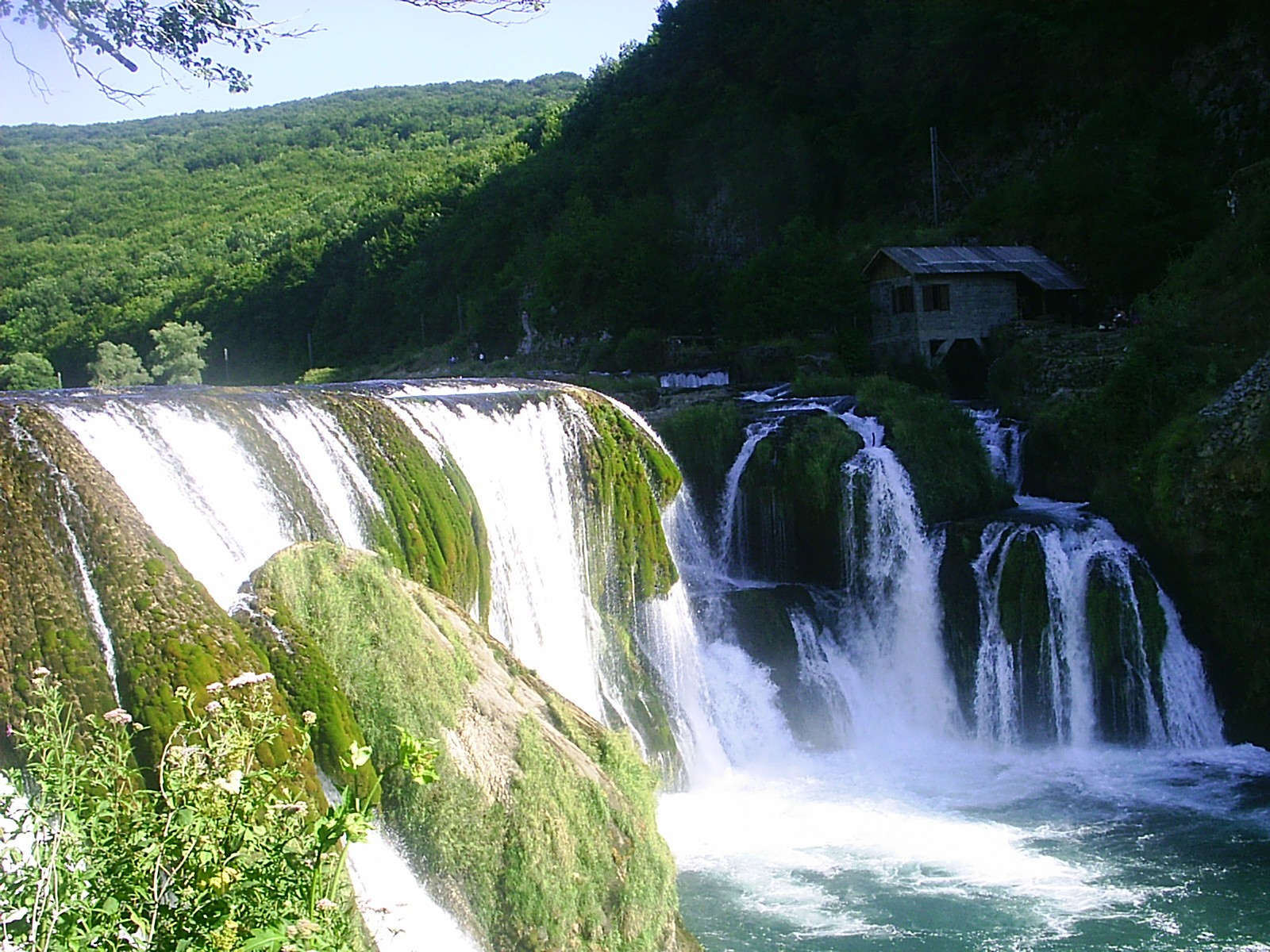
La cascade de Štrbački buk sur la rivière Una

## Histoire
Le monastère de Rmanj a été construit à la fin du XVe siècle ou au début du XVIe siècle ; il est situé sur la rive gauche de l'Unac, à proximité de la confluence de cette rivière et de l'Una ; il est aujourd'hui inscrit sur la liste des monuments nationaux de Bosnie-Herzégovine ; l'église abrite des fresques également classées.

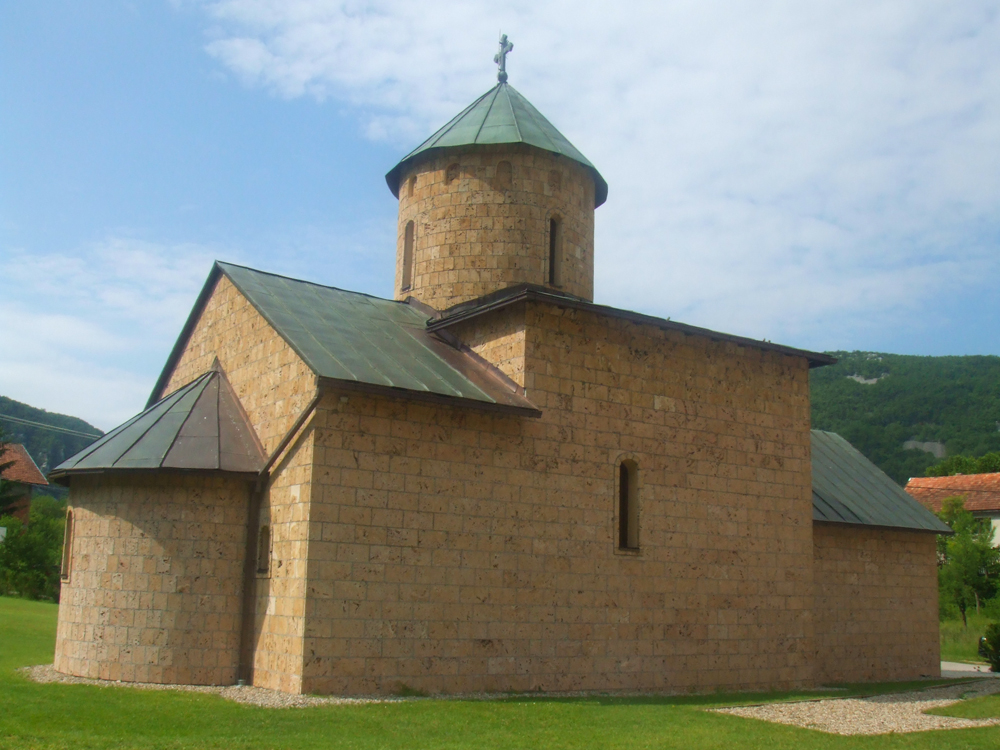
L'église du monastère de Rmanj

## Démographie

### Évolution historique de la population
| 1948 | 1953 | 1961 | 1971 | 1981 | 1991 | 2013 |
| ---- | ---- | ---- | ---- | ---- | ---- | ---- |
| -    | -    | 241  | 234  | 208  | 187  | 125  |

|  |

### Communauté locale
En 1991, la communauté locale de Martin Brod comptait 328 habitants, répartis de la manière suivante :